# 1948 год в кино

## Фильмы

### Мировое кино
- «Верёвка»/Rope, США (реж. Альфред Хичкок)
- «Гамлет»/Hamlet, Великобритания (реж. Лоренс Оливье)
- «Ки-Ларго»/Key Largo, США (реж. Джон Хьюстон)
- «Красная река»/Red River, США (реж. Говард Хоукс)
- «Круиз для неизвестного»/Croisière pour l’inconnu, Франция (реж. Пьер Монтазель)
- «Музыка в темноте»/Musik i mörker, Швеция (реж. Ингмар Бергман)
- «Обнажённый город»/The Naked City, США (реж. Жюль Дассен)
- «Поверженный идол»/The Fallen Idol, Великобритания (реж. Кэрол Рид)
- «Письмо незнакомки»/Letter From An Unknown Woman, США (реж. Макс Офюльс)
- «Последний этап»/Ostatni etap, Польша (реж. Ванда Якубовская)
- «Похитители велосипедов»/Ladri di biciclette, Италия (реж. Витторио Де Сика)
- «Похождения дона Жуана»/Adventures Of Don Juan, США (реж. Винсент Шерман)
- «Пьяный ангел»/酔いどれ天使, Япония (реж. Акира Куросава)
- «Сила зла»/Force of Evil, США (реж. Абрахам Полонски)
- «Сокровища Сьерра-Мадре»/The Treasure of the Sierra Madre, США (реж. Джон Хьюстон)
- «Три мушкетёра»/The Three Musketeers, США (реж. Джордж Сидней)
- «Триумфальная арка»/Arch of Triumph, США (реж. Льюис Майлстоун)

### Советское кино

#### Фильмы Грузинской ССР
- «Кето и Котэ», (реж. Вахтанг Таблиашвили и Шалва Гедеванишвили)

#### Фильмы РСФСР
- «Мичурин», (реж. Александр Довженко)
- «Молодая гвардия», (реж. Сергей Герасимов)
- «Первоклассница», (реж. Илья Фрэз)
- «Повесть о настоящем человеке», (реж. Александр Столпер)
- «Страницы жизни» (реж. Борис Барнет, Александр Мачерет)

## Персоналии

### Родились
- 3 января — Владимир Стеклов, советский и российский актёр.
- 16 января — Джон Карпентер, американский кинорежиссёр, сценарист, продюсер, актёр и кинокомпозитор.
- 17 февраля — Дьёрдь Черхальми, венгерский актёр театра, кино и телевидения.
- 1 марта — Ирина Купченко, советская и российская актриса.
- 14 марта — Билли Кристал, американский комик, актёр, кинорежиссёр и продюсер.
- 27 марта — Алексей Жарков, советский и российский актёр.
- 12 июля — Милтон Тигл «Ричард» Симмонс, американский фитнес-тренер, радиоведущий, киноактёр и актёр озвучивания, танцор, певец, комик и продюсер.
- 30 июля — Жан Рено, французский актёр.
- 1 августа — Ивар Калныньш, советский и латвийский актёр.
- 28 августа — Наталья Гундарева, советская и российская актриса театра и кино.
- 10 сентября — Игорь Костолевский, советский и российский актёр.
- 19 сентября — Джереми Айронс, английский актёр.
- 29 октября — Елена Драпеко, советская и российская актриса, политик.
- 27 декабря — Жерар Депардье, французский и бельгийский актёр.

### Скончались
- 11 февраля — Сергей Эйзенштейн, советский режиссёр театра и кино, художник, сценарист, теоретик искусства, педагог.
- 18 июля — Бальдассаре Негрони, итальянский режиссёр, сценарист, продюсер и монтажёр.
- 23 июля — Дэвид Уорк Гриффит, американский режиссёр, сценарист, продюсер и актёр.